# ニキ・テルプストラ
ニキ・テルプストラ（Niki Terpstra、1984年5月18日 - ）は、オランダ、ベヴェルウェイク出身の自転車競技選手。

## 経歴
2007年、チーム・ミルラムにてプロキャリアスタート。
2011年、クイックステップに移籍。
2014年、トム・ボーネンの伏兵として出場したパリ~ルーベにて、残り6kmを独走し勝利。13年ぶりのオランダ人の勝利となった。
2016年、エネコ・ツアーにて総合優勝。
2018年、E3・ハレルベークにて優勝し、続くロンド・ファン・フラーンデレンにて、フィリップ・ジルベールとの得意の勝ちパターンに持ち込み、27kmを独走し勝利。32年ぶりのオランダ人の勝利を獲得し、2つめのモニュメント制覇となった。
2019年、ディレクト・エネルジーに移籍。

## 主な戦績

### 2004年
- トラックレース・国内選手権50kmレース優勝。

### 2005年
- トラックレース世界選手権 団体追い抜き2位。
- トラックレース国内選手権・50km、ポイント、個人追い抜き優勝。

### 2006年
- トラックレース国内選手権・マディソン、個人追い抜き優勝。

### 2007年
- 国内選手権・スクラッチ、マディソン優勝
- ドイツ・ツアー山岳賞
- ブエルタ・ア・エスパーニャ初出場、総合142位。

### 2008年
- ツール・ド・フランス初出場、第13ステージ敢闘賞、総合136位。

### 2009年
- ドーフィネ・リベレ第3ステージ勝利。

### 2010年
- オランダ選手権・個人ロードレース 優勝。

### 2011年
- ツアー・オブ・北京 総合10位

### 2012年
- ドワルス・ドール・フラーンデレン 優勝
- ロンド・ファン・フラーンデレン 6位
- パリ〜ルーベ 5位
- オランダ選手権・個人ロードレース 優勝。
- エネコ・ツアー 総合3位
- ロードレース世界選手権・チームタイムトライアル 優勝（+  トム・ボーネン、トニー・マルティン、シルヴァン・シャヴァネル、クリストフ・ファンデワル、ペーター・ヴェリトス）
- パリ〜ツール 3位

### 2013年
- デ・パンネ3日間 総合3位
- パリ〜ルーベ 3位

### 2014年
- ツアー・オブ・カタール 総合優勝
- ドワルス・ドール・フラーンデレン 優勝
- パリ〜ルーベ 優勝

### 2015年
- オムロープ・ヘット・ニウスブラット 2位
- ヘント〜ウェヴェルヘム 2位
- ロンド・ファン・フラーンデレン 2位
- ツアー・オブ・カタール 総合優勝
- ツール・ド・ワロニー 総合優勝

### 2016年
- エネコ・ツアー 総合優勝

### 2017年
- ロンド・ファン・フラーンデレン　3位

### 2018年
- ル・サミン　優勝
- E3・ハレルベーク　優勝
- ロンド・ファン・フラーンデレン　優勝
- パリ〜ルーベ　3位